# سلوک ایر اینترنشنال
سلوک ایر اینترنشنال (به انگلیسی: Slok Air International) یک شرکت هواپیمایی با کد یاتا S0 است که در ۱ سپتامبر ۱۹۹۶ میلادی تأسیس شده‌است. دفتر مرکزی سلوک ایر اینترنشنال در لاگوس، نیجریه واقع شده‌است و قطب این شرکت هواپیمایی در فرودگاه بین‌المللی بانجول قرار دارد و به ۸ مقصد، پرواز انجام می‌دهد.